# رون بودری
رون بودری (انگلیسی: Ron Boudrie؛ زادهٔ ۶ آوریل ۱۹۶۰) ورزشکار والیبال اهل پادشاهی هلند است.
وی در مسابقات کشوری و بین‌المللی در مجموع برندهٔ ۱ مدال نقره شده‌است.